# Gouvernement Michel II
Pour les articles homonymes, voir Gouvernement Michel.
Royaume de Belgique
Michel I Wilmès I
Le gouvernement Michel II est le gouvernement fédéral du royaume de Belgique du 9 décembre 2018 au 27 octobre 2019, sous la 54e législature de la Chambre des représentants.
Dirigé par le libéral francophone Charles Michel, il prend de facto la suite du gouvernement Michel I, dont il constitue un remaniement par redistribution des portefeuilles laissés vacants par les nationalistes flamands qui y siégeaient. Il rassemble une coalition minoritaire entre les libéraux francophones, les chrétiens-démocrates et les libéraux flamands.
Ce gouvernement démissionne cependant le 21 décembre après avoir été menacé par une motion de censure déposée à la Chambre par l'opposition. Le gouvernement est alors chargé des affaires courantes jusqu'aux élections législatives du 26 mai 2019 et à la mise en place d'une nouvelle majorité.
Charles Michel quitte ses fonctions le 27 octobre 2019 afin de se préparer à sa nouvelle fonction de Président du Conseil européen. Il est alors remplacé par Sophie Wilmès.

## Historique du mandat
Dirigé par le Premier ministre libéral francophone sortant Charles Michel, ce gouvernement est constitué et soutenu par une « coalition orange-bleue » minoritaire entre le Mouvement réformateur (MR), les Christen-Democratisch en Vlaams (CD&V) et l'Open Vlaamse Liberalen en Democraten (Open VLD). Ensemble, ils disposent de 52 représentants sur 150, soit 34,7 % des sièges de la Chambre des représentants.
Il est de facto formé à la suite de la rupture de la coalition au pouvoir depuis octobre 2014.
Il succède donc au gouvernement Michel I, constitué d'une « coalition suédoise » rassemblant les mêmes partis ainsi que la Nieuw-Vlaamse Alliantie (N-VA).
Le 8 décembre 2018, le Premier ministre indique « prendre acte » du départ de la N-VA, après que celle-ci a menacé de se retirer de la majorité si Charles Michel se rendait à Marrakech afin de souscrire au Pacte mondial sur les migrations. Les cinq membres du gouvernement issus du parti nationaliste flamand (trois ministres, tous régaliens, et deux secrétaires d'État) remettent leur démission le lendemain. Leurs compétences sont redistribuées entre les ministres et secrétaires d'État des trois autres formations.
La Chambre des représentants adopte le 12 décembre une motion présentée par le Parti socialiste (PS) demandant au Premier ministre qu'il soumette aux parlementaires un nouveau programme et sollicite un vote de confiance.
Le 18 décembre 2018, sous la menace d’une motion de méfiance déposée par le Socialistische Partij Anders (SP.A), le Parti socialiste et co-signée par Ecolo et Groen, Charles Michel annonce sa démission devant la Chambre des représentants. Il se rend aussitôt auprès du roi Philippe afin de formaliser cette décision, mais le monarque « suspend sa décision » afin de mener une série de consultations. Le souverain accepte trois jours plus tard la démission du gouvernement et le charge de l'expédition des affaires courantes.
À la suite des élections législatives du 26 mai 2019, aucun gouvernement n'est formé à l'ouverture de la 55e législature. La coalition en affaires courantes ne dispose plus que de 38 députés sur 150, soit 25,3 % des sièges de la Chambre des représentants.
Charles Michel est nommé au cours de l'été 2019 comme nouveau président du Conseil européen. Devant prendre ses fonctions le 1er décembre, il quitte le gouvernement le 27 octobre afin de pouvoir se préparer à son nouveau poste. Il est alors remplacé par Sophie Wilmès qui continuera à gérer les affaires courantes le temps qu'un gouvernement de plein exercice se mette en place ; le gouvernement Michel II est alors remplacé par le gouvernement Wilmès I, qui n'est qu'une reconduction, à quelques différences près, de l'équipe en place.

## Composition
| Fonction | Titulaire | Titulaire | Titulaire                                       | Parti    |
| --- | --------- | --------- | ----------------------------------------------- | -------- |
| Premier ministre |           |           | Charles Michel                                  | MR       |
| Vice-Premier ministre |           |           | Kris Peeters (jusqu'au 27/06/2019)              | CD&V     |
| Vice-Premier ministre |           |           | Koen Geens                                      | CD&V     |
| Vice-Premier ministre Ministre des Finances (Chargé de la Lutte contre la fraude fiscale) Ministre de la Coopération au développement                                                                            |           |           | Alexander De Croo                               | Open VLD |
| Vice-Premier ministre Ministre des Affaires étrangères et européennes, et de la Défense (Chargé de Beliris et des Institutions culturelles fédérales)                                                            |           |           | Didier Reynders                                 | MR       |
| Ministre de la Sécurité et de l'Intérieur |           |           | Pieter De Crem                                  | CD&V     |
| Ministre de la Justice (Chargé de la Régie des Bâtiments) |           |           | Koen Geens                                      | CD&V     |
| Ministre des Affaires sociales et de la Santé publique, et de l'Asile et de la Migration |           |           | Maggie De Block                                 | Open VLD |
| Ministre des Pensions |           |           | Daniel Bacquelaine                              | MR       |
| Ministre de l'Énergie, de l'Environnement et du Développement durable |           |           | Marie-Christine Marghem                         | MCC (MR) |
| Ministre du Budget et de la Fonction publique (Chargée de Loterie nationale et de la Politique scientifique) |           |           | Sophie Wilmès                                   | MR       |
| Ministre de la Mobilité (Chargé de Skeyes et de la SNCB) |           |           | François Bellot                                 | MR       |
| Ministre des Classes moyennes, des Indépendants, des PME, de l'Agriculture et de l'Intégration sociale (Chargé des Grandes villes)                                                                               |           |           | Denis Ducarme                                   | MR       |
| Ministre de l'Agenda numérique, des Télécommunications et de la Poste (Chargé de la Simplification administrative, de la Lutte contre la fraude sociale, de la Protection de la vie privée et de la Mer du Nord) |           |           | Philippe De Backer                              | Open VLD |
| Ministre de l'Emploi, de l'Économie et des Consommateurs (Chargé du Commerce extérieur, de la Lutte contre la pauvreté, de l'Égalité des chances et des Personnes handicapées)                                   |           |           | Kris Peeters (jusqu'au 27 juin 2019)            | CD&V     |
| Ministre de l'Emploi, de l'Économie et des Consommateurs (Chargé du Commerce extérieur, de la Lutte contre la pauvreté, de l'Égalité des chances et des Personnes handicapées)                                   |           |           | Wouter Beke (du 27 juin 2019 au 3 octobre 2019) | CD&V     |
| Ministre de l'Emploi, de l'Économie et des Consommateurs (Chargé du Commerce extérieur, de la Lutte contre la pauvreté, de l'Égalité des chances et des Personnes handicapées)                                   |           |           | Nathalie Muylle (à partir du 3 octobre 2019)    | CD&V     |